# Pusula pediculus
Pusula pediculus (denominada, em inglês, coffee bean trivia ou coffeebean trivia; em português, grão-de-café) é uma espécie de molusco gastrópode marinho do oeste do oceano Atlântico, pertencente à família Triviidae. Foi classificada por Carolus Linnaeus, em 1758, e nomeada Cypraea pediculus (no gênero Cypraea).

## Descrição da concha e hábitos
Concha de coloração creme-amarronzada ou rosada, com pouco mais de 1.2 centímetros de comprimento e 9 milímetros de largura, quando desenvolvida, até os 1.6 centímetros de comprimento; ovalada e esculpida com 16 a 20 costelas espirais por toda a sua superfície e dotada de manchas escuras em seu dorso e um sulco longitudinal estreito. Lábio externo engrossado e abertura estreita, sem espiral visível e dotada de um canal sifonal curto.
É encontrada em águas rasas da zona nerítica e zona entremarés, até os 129 metros de profundidade, principalmente em áreas com areia e recifes de coral, sob as rochas; em habitats com ascídias e esponjas, das quais se alimentam.

## Distribuição geográfica
Pusula pediculus ocorre da Carolina do Norte à Flórida (Estados Unidos), até Bahamas e Antilhas, no mar do Caribe; Bermudas, leste da Colômbia, Venezuela e Brasil (do Amapá ou Piauí até São Paulo, incluindo Fernando de Noronha).